# U 60 (U-Boot, 1916)
U 60 war ein diesel-elektrisches U-Boot der deutschen Kaiserlichen Marine, das im Ersten Weltkrieg zum Einsatz kam.

## Einsätze
U 60 lief am 5. Juli 1916 bei der AG Weser in Bremen vom Stapel und wurde am 1. November 1916 in Dienst gestellt. Die Kommandanten des U-Bootes waren Karlgeorg Schuster (1. November 1916 – 31. Oktober 1917), Karl Jasper (1. November 1917 – 20. November 1917) und Franz Grünert (21. November 1917 – 11. November 1918).
U 60 führte während des Ersten Weltkriegs zehn Feindfahrten in der Nordsee beziehungsweise im östlichen Nordatlantik durch. Dabei wurden insgesamt 52 Handelsschiffe der Entente und neutralen Staaten mit einer Gesamttonnage von 108.191 BRT versenkt. Das größte von U 60 versenkte Schiff war das britische Frachtschiff Armadale mit Truppen und Ausrüstung (6.153 BRT). Die Armadale wurde am 27. Juni 1917 auf dem Weg von Manchester nach Thessaloniki etwa 160 Meilen nordwestlich von Tory Island (Irland) angegriffen. Dabei gab es drei Todesopfer.

## Technik
U 60 unterschied sich technisch nur unwesentlich von seinen Vorgängerbooten aus der Bauserie U 57 bis U 59. Es besaß jedoch leistungsstärkere Dieselmotoren, die ihm eine höhere Überwassergeschwindigkeit erlaubten.

## Verbleib
U 60 wurde am 21. November 1918 an das Vereinigte Königreich ausgeliefert. Auf der Überführungsfahrt zur endgültigen Verschrottung im Jahr 1921 strandete das U-Boot vor der Ostküste Englands und wurde aufgegeben.